# Tony Mordente
Tony Mordente (New York, 3 december 1935 – Henderson (Nevada), 11 juni 2024) was een Amerikaans televisieregisseur en acteur. Als acteur werd Mordente vooral bekend voor zijn rol als Action in de musical West Side Story.
Mordente regisseerde afleveringen van onder meer M*A*S*H, The A-Team, Rhoda, Family Ties, Hunter en later ook nog Matlock, Walker, Texas Ranger en 7th Heaven.
Hij trouwde op 1 december 1957 met actrice Chita Rivera, maar scheidden later. Ze kregen één kind.
Mordente overleed op 11 juni 2024 op 88-jarige leeftijd. Zijn ex-vrouw overleed eerder dat jaar.

## Filmografie (als regisseur)
- The Harlem Globetrotters Popcorn Machine Televisieserie (1974)
- Cousins (Televisiefilm, 1976)
- The Practice Televisieserie (1976-1977, afl. onbekend)
- Bustin Loose Televisieserie (1977, afl. onbekend)
- 3 Girls 3 Televisieserie (Episode 1.1, 1977)
- The Tony Randall Show Televisieserie (Afl., Kids' Rights, 1978|Bobby and Brian, 1978)
- Rhoda Televisieserie (29 afl., 1975-1978)
- Brothers and Sisters Televisieserie (1979)
- Turnabout Televisieserie (1979)
- M*A*S*H Televisieserie (Afl., None Like It Hot, 1978|Preventative Medicine, 1979)
- Flatbush (Televisiefilm, 1979)
- Just Tell Me You Love Me (1980)
- Goodtime Girls Televisieserie (1980, afl. onbekend)
- Benson Televisieserie (Afl., Ghost Story, 1979|Takin' It to the Streets, 1980)
- Angie Televisieserie (Afl., The Check Up, 1979|The President's Coming, the President's Coming, 1980|February Fever, 1980)
- Flo Televisieserie (Afl., Not with My Sister, You Don't, 1981)
- The Brady Brides Televisieserie (1981, afl. onbekend)
- Love in the Present Tense (Televisiefilm, 1982)
- Love, Sidney Televisieserie (1981-1983, afl. onbekend)
- Private Benjamin Televisieserie (1981-1983, afl. onbekend)
- Quincy, M.E. Televisieserie (1976-1983, afl. onbekend)
- Tell Me That You Love Me (1983)
- Young Hearts (Televisiefilm, 1984)
- Shadow Chasers Televisieserie (1985, afl. onbekend)
- The Greatest American Hero Televisieserie (Afl., The Greatest American Heroine, 1986)
- The A-Team Televisieserie (8 afl., 1984-1986)
- Easy Street Televisieserie (Afl., Frames and Dames, 1987)
- Day by Day Televisieserie (1988, afl. onbekend)
- Riptide Televisieserie (1984-1986, afl. onbekend)
- Family Ties Televisieserie (1982-1989, afl. onbekend)
- Matlock Televisieserie (10 afl., 1987-1990)
- Valerie Televisieserie (1986-1991, afl. onbekend)
- Hunter Televisieserie (1984-1991, afl. onbekend)
- Burke's Law Televisieserie (1994-1995, afl. onbekend)
- The Love Boat: The Next Wave Televisieserie (Afl., Remember?, 1998|Captains Courageous, 1998|Love Floats: The St. Valentine's Day Massacre, 1999|Traces of a Lifetime, 1999)
- Walker, Texas Ranger Televisieserie (1993-2001, afl. onbekend)
- 7th Heaven Televisieserie (33 afl., 1997-2003)

- Biblioteca Nacional de España: XX5121019
- International Standard Name Identifier: 0000 0003 5588 6753
- MusicBrainz: 5970cc51-acf6-4a14-bf04-9bca1e18ebef
- Nederlandse Thesaurus van Auteursnamen: 302252797
- Virtual International Authority File: 174276158